# سالومه ۵۶۲
سیارک ۵۶۲ (به انگلیسی: 562 Salome، نامگذاری:1905QH) پانصد و شصت و دومین سیارک کشف شده‌است که در ۳ آوریل ۱۹۰۵ و در هایدلبرگ کشف شد.
قدر مطلق سیارک برابر ۹٫۹۵ است.